# Блинов, Игорь Александрович
Игорь Александрович Блинов (19 октября 1923, Рыбинск, СССР — 2002, Санкт-Петербург, Россия) — советский и российский ученый, специалист области гидрографии и морской экологии, доктор технических наук, профессор.

## Образование и военная служба
Проучившись год в Ленинградском гидрографическом институте ГУСМП, в июне 1941 года ушёл на фронт добровольцем. В октябре 1941 года окончил Военно-инженерное училище им. Калинина. Участник Великой Отечественной войны, в том числе в июне 1942 г. — январе 1943 г. являлся заместителем командира роты на Юго-Западном фронте. Участник Сталинградской битвы, боев под Москвой, Кёнигсбергом, Берлином, Прагой. Воинское звание — капитан 3 ранга.
В 1950 году окончил ВАМУ, учился в аспирантуре. В 1967 году защитил диссертацию на соискание ученой степени доктора технических наук.

## Преподавательская и административная работа в высшей школе
Работал в ЛВИМУ — ГМА им. адм. С. О. Макарова.
В 1953—1968 гг. — доцент кафедры судовождения и кафедры технических средств судовождения. С 1973 по 1974 год исполнял обязанности начальника Арктического факультета, с 1973 по 1997 год — начальник кафедры гидрографии моря Арктического факультета.
С 1969 года до своей кончины являлся профессором кафедры гидрографии моря.

## Научная деятельность
Профессор И. А. Блинов является одним из создателей современной научно-методической базы подготовки морских гидрографов, руководителем проектов по разработке перспективных технологий комплексных гидрографических исследований. Автор более 200 научных и научно-методических работ по гидрографии, геофизике, морской экологии, безопасности мореплавания, в том числе монографий, статей в ведущих отечественных и зарубежных научных журналах, учебников и учебных пособий.
Научная школа, возглавляемая профессором И. А. Блиновым на кафедре Гидрографии моря ГМА им. адм. С. О. Макарова, внесла вклад в развитие методов математического моделирования геофизических полей и литодинамических процессов.
Подготовил более 15 кандидатов и докторов наук.

## Основные труды
- Блинов И. А. Афонин А. Б., Белостоцкий С. А. Специальные гидрографические исследования в прибрежной зоне моря: Учебное пособие. — М. : Мортехинформреклама, 1993. — 82 c.
- Блинов И. А. Афонин А. Б. Оценка качества гидрографической съемки: Учебное пособие — М.: Мортехинформреклама, 1991. — 71 c.
- Блинов И. А. Гаврилов Э. М., Цветков М. В. Синтез единого алгоритма гидрографической съемки // Теория и практика морской навигации. — М.: Мортехинформреклама, 1984. — С. 115—117.
- Блинов И. А. Иванов Л. А., Цветков М. В. Вопросы геоморфологии при гидрографических исследованиях и математическое моделирование морского дна. — М.: ЦРИА Морфлот, 1980. — 76 с.

## Членство в организациях
Член Гидрографического общества

## Награды
- Заслуженный деятель науки и техники РСФСР;
- Почетный работник морского флота;
- Орден Отечественной Войны II степени;
- Медаль «За победу над Германией в Великой Отечественной войне 1941—1945 гг.»;
- Медаль «За взятие Берлина»;
- Медаль «За взятие Кенигсберга»;
- Медаль «За оборону Сталинграда»;
- прочие награды, всего 22 государственные и 10 ведомственных наград.\